# Страда Фабрика (Ређо Емилија)
Страда Фабрика је насеље у Италији у округу Ређо Емилија, региону Емилија-Ромања.
Према процени из 2011. у насељу је живело 43 становника. Насеље се налази на надморској висини од 558 м.